# South Ayrshire
South Ayrshire (skotsk: Sooth Ayrshire; skotsk gælisk: Siorrachd Àir a Deas) er en af de 32 kommuner eller enhedslig myndigheder council areas i Skotland, og det dækker den sydlige del af Ayrshire. Det grænser op til Dumfries and Galloway, East Ayrshire og North Ayrshire. Området havde et estimeret indbyggertal i 2021 på 112.450.

## Byer og landsbyer
Større byer
- Ayr
- Girvan
- Prestwick
- Troon
- Maybole

Landsbyer og bebyggelser
- Alloway (forstad til Ayr)
- Annbank
- Ballantrae
- Barassie (forstad til Troon)
- Barr
- Barrhill
- Colmonell
- Coodham
- Coylton
- Craigie
- Crosshill
- Dailly
- Dundonald
- Dunure
- Failford[2]
- Joppa (forstad til Coylton)
- Kirkmichael
- Kirkoswald
- Lendalfoot
- Loans
- Maidens
- Monkton
- Mossblown
- Minishant
- Old Dailly
- Pinmore
- Pinwherry
- Straiton
- Symington
- Tarbolton
- Turnberry

## Seværdigheder
- Ailsa Craig
- Bachelor's Club, Tarbolton
- Bargany Gardens
- Blairquhan
- Burns Cottage
- Burns National Heritage Park (Robert Burns)
- Carrick Forest
- Crossraguel Abbey
- Culzean Castle
- Electric Brae
- Penkill Castle
- Souter Johnnie's Cottage
- Royal Troon Golf Club
- Turnberry Hotel and Golf Course